# Anti
Anti (стилизовано как ANTI) — восьмой студийный альбом барбадосской певицы Рианны, выпущенный 28 января 2016 года звукозаписывающими компаниями Roc Nation и Westbury Road. Релиз пластинки многократно откладывался в течение 2015 года и сопровождался многочисленными спекуляциями в СМИ относительно его записи и промокампании. В преддверии выхода альбома было выпущено три сингла: «FourFiveSeconds», «Bitch Better Have My Money» и «American Oxygen», которые в финальный трек-лист Anti не вошли.
Anti разделил музыкальных критиков и поклонников певицы на противоположные лагеря. Часть журналистов и слушателей положительно приняли пластинку, отмечая высокое качество композиций, вокальное исполнение Рианны и звучание. Другие обозреватели посчитали Anti незавершенным и посредственным, осудив певицу за отсутствие единой тематики и «коммерческих хитов».
Премьера Anti состоялась на сервисе потокового воспроизведения Tidal. Слушатели могли полностью прослушать и загрузить альбом совершенно бесплатно. Благодаря данной акции Anti был скачан с сайта миллионным тиражом за первые 14 часов с момента выпуска, а сама пластинка была прослушана более 13 млн раз за сутки, что стало своеобразным рекордом.
Из-за высокого уровня потоковых прослушиваний альбом получил платиновый сертификат от RIAA на второй день с момента релиза, несмотря на то, что физические продажи альбома были значительно ниже. Подобная ситуация стала беспрецедентным результатом в истории американских продаж. Несмотря на это, Anti занимал первое место в еженедельном альбомном чарте Billboard 200 с физическими продажами 124 тыс. копий. Мировые продажи альбома на июнь 2016 преодолели порог 3 миллиона копий (со стримингом и бесплатной раздачей)
Первым синглом с альбома стала композиция «Work», записанная совместно с канадским рэпером Дрейком, ставшая впоследствии четырнадцатым хитом певицы, возглавившем американский хит-парад Billboard Hot 100.

## История создания
В ноябре 2012 года Рианна выпустила седьмой студийный альбом «Unapologetic». Пластинка представляла собой запись в жанрах поп-музыки и современного ритм-н-блюза с элементами электронной музыки и дабстепа. Альбом был встречен неоднозначными отзывами музыкальных критиков и стал первым релизом Рианны, который возглавил американский чарт Billboard 200.

## Оформление и название
7 октября 2015 года Рианна провела частное мероприятие в арт-галерее МОМА, в Лос-Анджелесе, куда были приглашены поклонники и представители прессы. В рамках мероприятия певица анонсировала официальное название альбома и представила его оформление.

## Синглы
- 27 января 2016 года состоялась премьера лид-сингла «Work». В записи песни принял участие канадский рэпер Дрейк. Песня возглавляла главный чарт Billboard Hot 100 на протяжении 9 недель подряд.
- 29 марта 2016 года Рианна объявила, что выпускает сразу два сингла в поддержку альбома: Kiss It Better и Needed Me. Вторая песня пользовалась довольно большим спросом в чартах: даже без статуса сингла она дебютировала на 64 строчке в главном чарте Billboard Hot 100. В качестве сингла Kiss It Better дебютировала на 2 месте в чарте Billboard Under Hot 100. Оба трека были отправлены на радио 30 марта. Клип на песню Kiss It Better вышел 31 марта, а на Needed Me 20 апреля

## Релиз и продвижение
В ноябре 2014 года Рианна сообщила в интервью для Entertainment Tonight, что её новый альбом выйдет «очень скоро». 29 марта 2015 года Рианна впервые выступила с синглом «Bitch Better Have My Money» на «iHeartRadio Music Awards».
В начале октября 2015 года было анонсировано, что Рианна станет хедлайнером на модном показе бренда Victoria's Secret. Однако 3 ноября издание People сообщило, что певица отменила своё выступление, сославшись на то, что ей необходимо завершить запись альбома.
Осенью 2015 года было анонсировано, что Anti станет первым релизом Рианны по новому контракту с лейблом Roc Nation, которым руководит Джей Зи.
Перед релизом была запущена промокампания AntiDiary. Это веб-проект, состоящий, из восьми интерактивных комнат, видеозаписей и фотографий. Также были организованы специальные проекты, мероприятия посвященные выходу альбома, некоторые из комнат были перенесены в реальную жизнь, они подразумевают разные квесты.

### Спекуляции относительно даты релиза
СМИ регулярно спекулировали на тему даты релиза альбома и строили различные предположения относительно его выхода, однако, в конечном счёте, Рианна внезапно выпустила альбом 28 января 2016 года.
- 6 ноября 2015 г.[17][18]
- 27 ноября 2015 г. — премьера Anti на сервисах потокового воспроизведения музыки.[19][20]
- 4 декабря 2015 г. — релиз Anti посредством эксклюзивной премьеры на стриминговом сервисе Tidal.[21]
- 25 декабря 2015 г. — релиз Anti в Католическое Рождество в прямом эфире на The Today Show.[22]

## Критический прием
| Совокупная оценка    | Совокупная оценка |
| Источник             | Оценка            |
| -------------------- | ----------------- |
| AnyDecentMusic?      | 6.7/10            |
| Metacritic           | 73/100            |
| Оценки критиков      |                   |
| Источник             | Оценка            |
| AllMusic             | 4/5 stars         |
| The Daily Telegraph  | 3/5 stars         |
| Entertainment Weekly | A−                |
| The Guardian         | 3/5 stars         |
| The Independent      | 4/5 stars         |
| NME                  | 3/5               |
| Pitchfork            | 7.7/10            |
| Rolling Stone        | 4/5 stars         |
| Spin                 | 7/10              |
| Vice                 | A                 |

Анти получил в целом положительные отзывы критиков. На Metacritic, который присваивает нормализованный рейтинг из 100 рецензий от основных изданий, альбом получил средний балл 73, основанный на 31 рецензии. Стивен Томас Эрлевайн из Allmusic назвал его "сдержанным и утихающим" а Рианна доказала, что может быть "без охраны и анти-рекламы, а в результате получился ее самый убедительный альбом на сегодняшний день". Журналист Аманда Петрушик называла его "богатым, противоречивым и интересным, но наиболее своеобразным", в то время как журналист "Роллинг Стоун" Британи Спанос сказала, что Рианна переделала поп-музыку на свои условия с "распознанным шедевром психоделической души, которая гораздо более проста, чем его спутанные композиции".

## Спекуляции с продажами альбома
В Соединенных Штатах Anti получил платиновый сертификат Американской ассоциации звукозаписывающей индустрии (RIAA) через два дня после своего выпуска в результате того, что Samsung заранее приобрела один миллион копий альбома, которые затем были переданы в качестве бесплатной загрузки, и является частью сделки стоимостью 25 миллионов долларов, подписанной Рианной в 2015 году. Альбом дебютировал под номером 27 в Billboard 200 1 февраля 2016 года. хотя с Tidal было загружено более 1,4 миллиона копий, Billboard и Nielsen Music не признали количество продаж, потому что они были распространены Samsung. Согласно данным Nielsen, 460 - это количество реальных альбомов, проданных в Соединенных Штатах, но альбом имел 4,7 миллиона потоков и 126 000 продаж отдельных треков, что в общей сложности составило 15 896 единиц, эквивалентных альбому .Низкий фактический объем продаж альбома составил всего 20 минут после окончания периода бесплатных раздач. На следующей неделе Anti возглавил чарт с 166 000 эквивалентными альбомными единицами, 124 000 из которых были чистыми продажами . Альбом получил самый большой скачок в чарте Billboard 200 за восемь лет, а также стал вторым номером один и восьмым альбомом первой десятки Рианны. Впоследствии он также дебютировал на первом месте в чарте альбомов R&B/Hip-Hop в США.

## Коммерческий прием
Anti дебютировал под номером 19 в канадском чарте альбомов. На следующей неделе он возглавил чарт и стал пятым альбомом Рианны номер один в Канаде, после A Girl like Me в 2006 году, Good Girl Gone Bad в 2007 году, Loud в 2010 году и Unapologetic в 2012 году. Он был сертифицирован золотой сертификацией в Канаде, обозначая поставки более 40 000 копий в стране. Альбом дебютировал под номером один в британском чарте альбомов и британском R&B чарте, и дебютировал под номером 7 в британских чартах. Он был сертифицирован золотым сертификатом BPI в мае 2016 года, обозначая поставки более 100 000 копий в стране;  он стал 32-м самым продаваемым альбомом 2016 года и третьим самым потоковым альбомом (а также самым потоковым женским альбомом) года на Spotify в Великобритании. По данным Международной федерации фонографической индустрии (IFPI), Anti стал 18-м самым продаваемым альбомом 2016 года, разошедшимся тиражом более миллиона копий .

## Список композиций
| №   | Название                    | Автор(ы) | Продюсер(ы)                                     | Длительность |
| --- | --------------------------- | --- | ----------------------------------------------- | ------------ |
| 1.  | «Consideration (feat. SZA)» | Solana Rowe, Robyn Fenty, Tyran Donaldson                                                                                            | Donaldson, Kuk Harrell                          | 2:41         |
| 2.  | «James Joint»               | Robert Shea Taylor, Fenty, James Fauntleroy                                                                                          | Taylor, Harrell                                 | 1:12         |
| 3.  | «Kiss It Better»            | Noel Fisher, Fenty, Kenan Williams, John Glass, Jeff Bhasker                                                                         | Harrell, Bhasker                                | 4:13         |
| 4.  | «Work (feat. Drake)»        | Matthew Samuels, Rich Stephenson, Aubrey Graham, Rupert Thomas, Fenty, Jahron Braithwaite, Monte Moir, Allen Ritter                  | Boi 1da                                         | 3:39         |
| 5.  | «Desperado»                 | Fenty, Mick Schultz, Fauntleroy, Krystin "Rook Monroe" Watkins, D. Rachel                                                            | Schultz, Harrell                                | 3:06         |
| 6.  | «Woo»                       | Terius Nash, Fenty, Jean Baptist, Jacques Webster, Abel Tesfaye, Rachel, Chauncey Hollis                                             | Hit-Boy, Harrell                                | 3:55         |
| 7.  | «Needed Me»                 | Dijon McFarlane, Lewis Hughes, Te Warbrick, Adam Feeney, Nick Audino, Rachel, Brittany Hazard, Charles Hinshaw, Khaled Rohaim, Fenty | Frank Dukes, Harrell, DJ Mustard, Twice as Nice | 3:11         |
| 8.  | «Yeah, I Said It»           | Jean-Paul Bourelly, Chris Godbey, Fenty, Badriia "Bibi" Bourelly, Evon Barnes, Daniel Jones, Tim Mosley                              | Timbaland, Harrell, Fade Majah, Jones           | 2:12         |
| 9.  | «Same Ol' Mistakes»         | Kevin Parker | Parker                                          | 6:37         |
| 10. | «Never Ending»              | Fenty, Williams, Chad Sabo | Harrell, Sabo                                   | 3:22         |
| 11. | «Love on the Brain»         | Fenty, Williams, Joseph Angel, Fred Ball                                                                                             | Ball                                            | 3:43         |
| 12. | «Higher»                    | Fenty, Williams, Ernest Dion Wilson, Fauntleroy, B. Bourelly                                                                         | Dion "No I.D." Wilson                           | 2:00         |
| 13. | «Close to You»              | Brian Kennedy Seals, Fenty, Williams, Fauntleroy                                                                                     | Brian Kennedy, Harrell                          | 3:57         |

| №   | Название           | Автор(ы)                                                                       | Длительность |
| --- | ------------------ | ------------------------------------------------------------------------------ | ------------ |
| 14. | «Goodnight Gotham» | Paul Epworth, Florence Welch, Fenty, C. Boggs                                  | 1:28         |
| 15. | «Pose»             | Hollis, Bourelly, Fenty, Webster                                               | 2:24         |
| 16. | «Sex with Me»      | Braithwaite, Samuels, Feeney, Fenty, Anderson "Vinylz" Hernandez, Chris Hansen | 3:26         |

## Чарты
| Чарт(2016)                          | Высшая позиция |
| ----------------------------------- | -------------- |
| Австралия (ARIA)                    | 5              |
| Бельгия/Фландрия (Ultratop)         | 10             |
| Бельгия/Валлония (Ultratop)         | 19             |
| Канада (Canadian Albums Chart)      | 1              |
| Нидерланды (Album Top 100)          | 7              |
| Финляндия (Suomen virallinen lista) | 29             |
| French Albums (SNEP)                | 12             |
| Германия (Offizielle Top 100)       | 12             |
| Ирландия (IRMA)                     | 12             |
| Италия (Classifica album)           | 18             |
| Новая Зеландия (RMNZ)               | 6              |
| Шотландия (Scottish Albums Chart)   | 7              |
| Швеция (Sverigetopplistan)          | 12             |
| Великобритания (UK Albums Chart)    | 7              |
| UK R&B Albums (OCC)                 | 1              |
| US Billboard 200                    | 1              |
| US R&B/Hip Hop Albums (Billboard)   | 1              |

## Рейтинг ожидания
| Издание     | Список                                | Место | Ссылка |
| ----------- | ------------------------------------- | ----- | ------ |
| Billboard   | 30 самых ожидаемых альбомов 2015 года | 25    | [ 39 ] |
| Digital Spy | 20 самых ожидаемых альбомов 2015 года | 18    | [ 40 ] |
| Forbes      | 10 самых ожидаемых альбомов 2015 года | н/д   | [ 41 ] |
| Music Times | 15 самых ожидаемых альбомов 2015 года | 4     | [ 42 ] |